# Maidla (Juuru)
Pour l’article homonyme, voir Maidla (Märjamaa).
Maidla est un village de la commune de Juuru situé dans le comté de Rapla en Estonie.